# 広瀬町 (島根県)
広瀬町（ひろせまち）は、かつて島根県の東部にあった町。能義郡に属していた。
2004年10月1日、安来市・能義郡伯太町と新設合併し新市制による安来市となったため消滅した。

## 地理
島根県の東部に位置した。面積の8割が山林で占めていた。布部ダム・山佐ダムの二つのダムがあり、近隣市町村の水がめの役割を担っている。
- 山：羽根ヶ谷山、大辻山
- 河川：飯梨川、山佐川

## 歴史
この町は佐々木義清が雲隠の守護となって富田城に入城してから山陰地方の中心へとなっていった。1607年（慶長12年）、堀尾吉晴が移城のために松江城の築城に着手してから富田は急速に荒廃したが、1666年（寛文6年）、松平近栄によって広瀬藩が創設、再び城下町の面影を取り戻した。しかし、同年の秋、大洪水によってこれまでの富田の市街地は流されてしまう。その後、新たに富田川の西部に広瀬町の中心街となる町が建設され、名前も広瀬と改められ、現在に至る。

### 沿革
- 1889年（明治22年）4月1日 - 町村制の施行により、広瀬村・広瀬新町・広瀬上町・広瀬下町・広瀬中町・広瀬鍛冶町・広瀬新市町・広瀬萱町・広瀬下組町・広瀬広瀬町・祖父谷村・富田村・町帳村の区域をもって広瀬町が発足。
- 1955年（昭和30年）1月10日 - 山佐村・比田村および安来市の一部（石原町）が合併し、改めて広瀬町が発足。
- 1957年（昭和32年）4月1日 - 布部村の一部（大字菅原）を編入する。
- 1967年（昭和42年）8月1日 - 布部村を編入。
- 2004年（平成16年）10月1日 - 安来市・伯太町と合併し、改めて安来市が発足。同日広瀬町廃止。合併の際に、住所は「能義郡広瀬町○○」から「安来市広瀬町○○」と変わり、読みは「ひろせまち」から「ひろせちょう」と変わった。

## 行政

### 歴代町長
- 後藤弥太郎：昭和30年2月5日 - 昭和38年2月4日
- 仙田伴一：昭和38年2月5日 - 昭和41年12月20日
- 朝木茂：昭和42年1月21日 - 昭和48年6月16日
- 人見実：昭和48年7月29日 - 平成元年7月28日
- 後藤昭：平成元年7月29日 - 平成 9年7月28日
- 沢田忠明：平成9年7月29日 - 平成16年9月30日

## 教育
- 高等学校

1984年3月に安来高校広瀬分校が廃校して以降、町内に高等学校はない。
- 中学校
  - 広瀬町立広瀬中学校
  - 広瀬町立比田中学校
  - 広瀬町立布部中学校
  - 広瀬町立山佐中学校

- 小学校
  - 広瀬町立広瀬小学校
  - 広瀬町立宇波小学校
  - 広瀬町立奥田原小学校
  - 広瀬町立西谷小学校
  - 広瀬町立西比田小学校
  - 広瀬町立東比田小学校
  - 広瀬町立布部小学校
  - 広瀬町立山佐小学校

- 専門学校
  - 広瀬学園 島根総合福祉専門学校

## 交通

### 鉄道
現在は、町内を鉄道路線は通っていない。鉄道を利用する場合の最寄り駅は、JR西日本山陰本線安来駅。

#### 廃止された鉄道路線
- 一畑電気鉄道広瀬線

### 道路
- 一般国道
  - 国道432号
- 主要地方道
  - 島根県道45号安来木次線
- 一般県道
  - 島根県道257号布部安来線
  - 島根県道258号草野横田線
  - 島根県道274号東比田布部線

## 名所・旧跡・観光スポット・祭事・催事
- 月山富田城跡
- 富田八幡宮
- 加納美術館
- 広瀬の祇園祭